# Self-Consistent-Field-Methode
Die Self-Consistent-Field-Methode (SCF) ist ein iteratives Lösungsverfahren in der Quantenchemie bzw. Theoretischen Chemie. SCF ist eine von vielen Möglichkeiten zur Lösung von Molekülberechnungen. Das self-consistent-field (dt. selbstkonsistentes Feld) ist eine Menge von Funktionen, die eine Eigenwertgleichung löst.

## HF-SCF
Wenn die Self-Consistent-Field-Methode (SCF) zur Lösung der Hartree-Fock-Gleichung in der Hartree-Fock-Methode (HF) genutzt wird, werden die erhaltenen Funktionen als SCF-Orbitale bezeichnet.
Die Hartree-Fock-Gleichung lautet:
{\displaystyle {\hat {F}}|\phi _{m}\rangle =\varepsilon _{m}|\phi _{m}\rangle }
mit dem Fock-Operator {\displaystyle {\hat {F}}}:
{\displaystyle {\hat {F}}_{i}={\hat {h}}_{i}+\sum \limits _{j=1}^{N_{\text{Elektr.}}}\left({\hat {J}}_{j}-{\hat {K}}_{j}\right)}
Der Fock-Operator ist ein effektiver Ein-Elektronen-Operator, der die kinetische Energie eines Elektrons {\displaystyle i}, die Coulomb-Anziehung mit dem Kern ({\displaystyle {\hat {h}}_{i}}) und die Coulomb-Abstoßung zu allen anderen Elektronen {\displaystyle j} ({\displaystyle {\hat {J}}_{j}}und {\displaystyle {\hat {K}}_{j}}) beschreibt. {\displaystyle {\hat {J}}_{j}}und {\displaystyle {\hat {K}}_{j}} beschreiben als lokaler Coulomb-Operator und Austauschoperator die mittelwertartige Wechselwirkung mit allen anderen Teilchen. Der Fock-Operator hängt somit von seinen eigenen Eigenfunktionen (da alle besetzten Orbitale bekannt sein müssen) ab, die Hartree-Fock-Gleichung ist somit nicht-linear, was eine iterative-Lösung notwendig macht. Zur weiteren Mathematik sei hier auf den Artikel zur Hartree-Fock-Methode verwiesen.
SCF ist nicht auf die Anwendung in der Hartree-Fock-Methode beschränkt.
Die Lösungen des SCF-Durchlaufs in HF sind die optimierten Orbitale {\displaystyle \phi _{m}}als Eigenfunktionen des Fock-Operators mit den dazugehörigen Eigenenergien als Orbitalenergien {\displaystyle \varepsilon _{m}}.

## SCF-Ablauf in HF
Da die Fock-Matrix von ihren eigenen Lösungen abhängt muss sie iterativ gelöst werden, dies geschieht mit der SCF-Methode. Ein typischer SCF-Ablauf sieht wie folgt aus:
1. Berechnung aller Ein- und Zweielektronenintegrale.
2. Erzeugung geeigneter MO-Koeffizienten.
3. Bildung der anfänglichen Dichte-Matrix.
4. Bildung der Fock-Matrix als Ein-Elektron-Integrale und der Dichtematrix mal der Zwei-Elektronen-Integrale.
5. Diagonalisierung der Fock-Matrix. Als Ergebnis enthalten die Eigenvektoren die neuen MO-Koeffizienten.
6. Bildung einer neuen Dichte-Matrix. Wenn sich die neue Dichte-Matrix und die anfängliche Dichte-Matrix gleichen kann der SCF-Durchlauf beendet werden, wenn nicht beginnt der Zyklus wieder bei Schritt 4 mit der neuen Dichte-Matrix.

## Erzeugung geeigneter MO-Koeffizienten
Auch von der Art der anfänglich erzeugten MO-Koeffizientenist für die Konvergenz von SCF-Durchläufen verantwortlich. Die Quelle geeigneter MO-Koeffizienten sind dabei häufig die Resultate aus einfacheren Methoden (z. B. Semiempirie (z. B. Extended-Hückel-Methode)) oder die Resultate vorheriger Rechnungen mit derselben Methode aber einem kleineren Basisatz.

## Konvergenz
Als Konvergenz bezeichnet man in der Computerchemie das berechnete Energien bei jedem neuen Berechnungsdurchlauf nahezu konstant bleiben. Es gibt keine Garantie dafür, dass SCF-Durchläufe konvergieren werden. Für kleine Basissätze und Molekülgeometrien in der Nähe des Minimums konvergiert SCF relativ unproblematisch. Geometrien von Molekülen in Übergangszuständen, große Basissätze mit diffusen Funktionen und Metallkomplexe erschweren Konvergenz oft erheblich.
Damit SCF konvergiert gibt es verschiedene Möglichkeiten. Beispielsweise kann aus älteren Fock-Matrizen (üblicherweise den letzten drei) eine neue Fock-Matrix extrapoliert werden (eng. Extrapolation). Die Bildung der Dichte-Matrix wird hier übersprungen. Weitere Methoden sind:
- Damping – Eine Strategie für oszillierende SCF-Ergebnisse. Zur Überwindung der Oszillation wird dabei ein gewichtetes Mittel aus vorher berechneten Dichte-Matrizen verwendet.
- Level shifting – Verwendung von angeregten Orbitalen in der Fock-Matrix.
- Direct inversion in the iterative subspace (DIIS) – Erzeugung einer Fehlerfunktion aus „alten“ Fock-/Dichte-Matrizen, die neue Zyklen zur Konvergenz zwingt.